# Philippus III van Macedonië
Philippus III, bijgenaamd Arrhidaeus (Oudgrieks: Φίλιππος Γ' ὁ Ἀρριδαῖος), (Akkadisch: mPi-líp-i-sí) (ca. 359 v.Chr. - 25 december 317 v.Chr.) was koning van Macedonië van 10 juni 323 v.Chr. tot aan zijn dood. Zijn geboortenaam was Arrhidaeus, maar hij nam de naam Philippus aan toen hij de troon besteeg. Hij was een bastaardzoon van Philippus II van Macedonië bij Philinna van Larissa, een Thessalische danseres.
Volgens het relaas van Plutarchus werd hij zwakzinnig en epileptisch na een poging tot vergiftiging door zijn vaders echtgenote Olympias, die elke mogelijke rivaal voor haar zoon Alexander uit de weg wilde ruimen. Omdat hij als gevolg van deze aanslag leed aan epileptische aanvallen, kreeg zijn halfbroer voorrang op de troon bij het overlijden van hun vader. Na de dood van Alexander (323 v.Chr.) werd hij tot diens opvolger gekozen, samen met zijn neefje Alexander Aegus (het toen nog ongeboren zoontje van Alexander de Grote). Philippus’ echtgenote Eurydice, een intelligente vrouw, was een doorn in het oog van Olympias.
Omdat het duidelijk was dat hij kinderloos zou sterven en Alexander IV nog maar een kind was, grepen de generaals van Alexander hun kans. Het kwam tot een grootschalig conflict tussen de generaals van Alexander de Grote: Antigonus Monophthalmus, Cassander, Seleucus Nicator, Lysimachus, Nearchos, Ptolemaeus Soter en Polyperchon (een beschermeling van Olympias, de moeder van Alexander de Grote). Om haar kleinzoon Alexander IV alléén op de troon te krijgen, liet Olympias in 317 v.Chr. Philippus Arrhidaeus vermoorden.
Philippus' generaals
Attalus · Parmenion · Antipater · Eumenes
Somatophylax (Alexanders lijfwacht)
Aristonous · Arybas · Balacrus · Demetrius · Lysimachus · Ptolemaeus (zoon van Seleucus) · Peithon · Hephaestion · Menes · Leonnatus · Perdiccas · Ptolemaeus · Peucestas
Satrapen na de Rijksdeling van Babylon
Antipater (Macedonië en Griekenland · Philo (Illyrië) · Lysimachus (Thracië) · Leonnatus (Frygië) · Antigonos(Frygië aan de Hellespont) · Asander (Karië) ·Nearchos (Lycië en Pamphylië) · Menander (Lydië) · Philotas (Cilicië) · Eumenes (Cappadocië en Paphlagonië) · Ptolemaeus (Egypte) · Laomedon van Mytilene (Syrië) · Neoptolemus (Armenië) · Peucestas (Babylonië) · Arcesilaus (Mesopotamië) · Peithon (Medië) · Tlepolemus (Perzië) · Nicanor (Parthië) · Antigenes (Susiana) · Archon (Pelasgia) · Philippus (Hyrcanië) · Stasanor (Arië en Drangiana) · Sibyrtius (Arachosië en Gedrosië) · Amyntas (Bactrië) · Scythaeus (Sogdiana)
Satrapen na de Rijksdeling van Triparadisus
Antipater (Macedonië en Griekenland) · Lysimachus (Thracië) · Arrhidaeus (Frygië aan de Hellespont) · Antigonos (Frygië, Lycië en Pamphylië) · Cassander (Carië) · Clitus de Witte (Lydië) · Philoxenus (Cilicië) · Nicanor (Cappadocië en Paphlagonië) · Ptolemaeus (Egypte) · Laomedon van Mytilene (Syrië) · Peucestas (Perzië) · Amphimachus (Mesopotamië) · Peithon (Medië) · Tlepolemus (Carmanië) · Philippus (Parthië) · Antigenes (Susiana) · Seleucus (Babylonië) · Stasanor (Bactrië en Sogdiana) · Stasander (Arië en Drangiana) · Sibyrtius (Arachosië en Gedrosië)
Cavaleriegeneraals
Perdiccas · Hephaestion · Philotas · Ptolemaeus · Clitus de Zwarte · Antigonos · Lysimachus · Menander · Leonnatus · Laomedon van Mytilene · 
Neoptolemus · Erigyius · Aretes · Ariston van Paionia
Infanteriegeneraals
Meleager · Craterus · Seleucus · Polyperchon · Antigenes · Coenus · Ptolemaeus (zoon van Seleucus)
Andere generaals
Alcetas · Amphimachus · Amyntas ·  Arcesilaus · Archon · Asander · Clitus de Witte · Nearchus · Nicanor · Nicanor · Peithon · Peucestas · Philippus · Philo · Philotas · Philoxenus · Scythaeus · Sibyrtius · Stasanor · Stasander · Tlepolemus